# Echipa națională de polo feminin a României
Echipa națională de polo feminin a României reprezintă România în meciurile internaționale de polo pe apă feminin. Este administrată de Federația Română de Polo.
Pe 19 februarie 2022 s-a calificat în premieră la Campionatul European din 2022, acesta fiind cel mai bun rezultat atins la nivel internațional.

## Legături externe
- Federația Română de Polo